# Herb gminy Samborzec
Herb gminy Samborzec – jeden z symboli gminy Samborzec, autorstwa Jerzego Michty, ustanowiony 19 lipca 2018.

## Wygląd i symbolika
Herb przedstawia na tarczy w polu czerwonym dwa srebrne groty (bełty) strzał, z których jeden zwrócony jest do góry, a drugi do podstawy tarczy. Od głowicy, po obu stronach górnego grotu, dwa złote jabłka z dwoma zielonymi listkami każde.